# Ultra Warrior
Pour plus de détails, voir Fiche technique et Distribution.
Ultra Warrior est un film péruvien réalisé par Augusto Tamayo San Román et Kevin Tent, sorti en 1990.

## Synopsis
Dans un futur post-apocalyptique, un homme se dresse contre des hordes de créatures maléfiques.

## Fiche technique
- Titre : Ultra Warrior
- Réalisation : Augusto Tamayo San Román et Kevin Tent
- Scénario : Len Jenkin et Dan Kleinman
- Musique : Kevin Klingler, Terry Plumeri et Ed Tomney
- Photographie : Cusi Barrio
- Montage : Robert L. Goodman et Dan Schalk
- Production : Mike Elliott et Luis Llosa
- Société de production : Concorde-New Horizons
- Société de distribution : Concorde Pictures (États-Unis)
- Pays de production :  Pérou et  États-Unis
- Genre : Action, aventure et science-fiction
- Durée : 81 minutes
- Dates de sortie : 
  - États-Unis : 16 mars 1990

## Distribution
- Dack Rambo : Kenner
- Clare Beresford : Grace
- Meshach Taylor : Elijah
- Mark Bringelson : Big
- Charles Dougherty : Zig
- Ramsay Ross : Lazarus / Sweetheart

## Accueil
Le film a reçu la note de 1,5/5 sur AllMovie.